# Love Is Dangerous
Pour plus de détails, voir Fiche technique et Distribution.
Love Is Dangerous est un film américain réalisé par Richard Thorpe, sorti en 1933.

## Synopsis
Gwendolyn, une jeune fille de 18 ans, tombe amoureuse de Steve, un célibataire misogyne, juste en voyant sa photo. Elle arrive à le rencontrer mais il la repousse. Elle s'arrange alors pour le rencontrer à nouveau le soir même chez la mère de Steve. La sœur de Gwendolyn, dont le mari est extrêmement jaloux, s'y rend elle aussi avec une amie pour donner une leçon à son mari...

## Fiche technique
- Titre original : Love Is Dangerous[1]
- Réalisation : Richard Thorpe
- Scénario : Stuart Anthony
- Photographie : M. A. Anderson
- Montage : Roland D. Reed
- Production : George R. Batcheller
- Société de production : Chesterfield Motion Pictures Corporation
- Société de distribution : Chesterfield Motion Pictures Corporation
- Pays d'origine :  États-Unis
- Langue originale : anglais
- Format : noir et blanc — 35 mm — 1,37:1 — son Mono
- Genre : Comédie dramatique
- Durée : 67 minutes
- Dates de sortie :
  - États-Unis : 22 juillet 1933

## Distribution
- John Warburton : Steve
- Rochelle Hudson : Gwendolyn
- Bradley Page : Dean Scarsdale
- Judith Vosselli : Emily Scarsdale
- Dorothy Revier : Pat Ormsby
- Albert Conti : R.J. Ormsby
- Herta Lynd : Paula
- May Beatty : Gloria
- Lorin Raker : Tom